# ديره شيش (قرية)
ديره شيش (بالكردية: دێرشیش)‏ هي قرية تقع في محافظة دهوك ضمن إقليم كردستان العراق، بالقرب من الحدود العراقية التركية في قضاء زاخو.

## تاريخ القرية
في عام 1913، سكن قرية ديره شيش 200 آشوري كلداني كاثوليكي، وكانوا يخدمون في كنيسة تعمل ضمن أبرشية زاخو. ووفقًا لتعداد العراق لعام 1957، بلغ عدد سكان القرية 361 شخصًا. هرب عدد كبير من السكان نتيجة الحرب العراقية الكردية الأولى في أوائل الستينيات، ودُمّرت القرية على يد الحكومة العراقية في عام 1975، مما أدى إلى نزوح 50 عائلة متبقية، كما تم تدمير كنائس القرية على أيدي الجنود العراقيين خلال حملة الأنفال في عام 1987.
وبحلول عام 2011، عادت 8 عائلات إلى القرية، وقامت مؤسسة هيزل ببناء 20 منزلاً وقاعة مجتمعية، وتطوير بنية القرية التحتية. وفي عام 2016، كان عدد سكان القرية من الآشوريين يبلغ 32 شخصاً.

## فهرس
- Donabed، Sargon George (2015). Reforging a Forgotten History: Iraq and the Assyrians in the Twentieth Century. Edinburgh University Press.
- Eshoo، Majed (2004). The Fate Of Assyrian Villages Annexed To Today's Dohuk Governorate In Iraq And The Conditions In These Villages Following The Establishment Of The Iraqi State In 1921 (PDF). ترجمة: Mary Challita. مؤرشف من الأصل (PDF) في 2024-05-16. اطلع عليه بتاريخ 2024-10-29.
- Wilmshurst، David (2000). The Ecclesiastical Organisation of the Church of the East, 1318–1913. Peeters Publishers.